# Пятницкий, Евгений Серафимович
Евгений Серафимович Пятницкий (22 июля 1936 года, деревня Подбелевец — 3 апреля 2003 года, Москва) — советский и российский учёный, специалист в области теоретической механики, устойчивости механических систем, робототехники, биомеханики. Заведующий лабораторией динамики нелинейных процессов управления ИПУ РАН, профессор МФТИ. Член-корреспондент РАН.

## Биография
Е. С. Пятницкий родился в семье школьных учителей.
В 1955 году он окончил среднюю школу во Мценске и в том же году поступил в Московский физико-технический институт. После окончания МФТИ по специальности «аэродинамика» в 1960 году Е. С. Пятницкий был принят на работу на кафедру теоретической механики в должности ассистента. В этот период большую роль в его судьбе сыграл его научный руководитель Ф. Р. Гантмахер.
В 1963 году Е. С. Пятницкий защитил кандидатскую диссертацию «Структурная устойчивость систем управления» в Институте автоматики и телемеханики (ИАТ АН СССР), в 1964 году по приглашению М. А. Айзермана начал совмещать свою педагогическую деятельность в МФТИ с научной работой в ИАТ. В 1966 году он получил звание доцента, в 1972 году защитил докторскую диссертацию «Абсолютная устойчивость управляемых систем», в 1974 году стал профессором.
В МФТИ Е. С. Пятницкий читал курсы лекций по теории автоматического управления, теоретической механике, теории устойчивости, технической кибернетике, теории нелинейных колебаний, теории конечных автоматов.
В 1978 году Е. С. Пятницкий возглавил исследовательскую группу, ставшую в 1982 году самостоятельной лабораторией в ИПУ, заведующим которой он оставался до конца своих дней.
Е. С. Пятницкий совместно с В. Ф. Кротовым много лет руководил общемосковским научным семинаром «Теория управления динамическими системами» в ИПУ, который привлекал внимание специалистов из многих городов СССР.
С 1987 года Е. С. Пятницкий являлся руководителем регулярно проводимого международного семинара по устойчивости и колебаниям нелинейных систем управления. С 1996 года этот семинар проводится в ИПУ раз в два года. С 2004 года он неофициально именуется «конференцией Пятницкого».
В 2000 году Е. С. Пятницкий был избран членом-корреспондентом Российской академии наук.
Е. С. Пятницкий — автор более 170 научных работ, в том числе 4 монографий.
Умер в 2003 году. Похоронен на Никольском кладбище в Балашихе.

## Научные результаты
Основные научные результаты Е. С. Пятницкого относятся к анализу и синтеза нелинейных систем управления, теории устойчивости движения, теории колебаний и вибраций, управления роботами и биомеханики.
Е. С. Пятницкий предложил новый принцип классической механики, так называемый «минимаксный принцип».
Е. С. Пятницкий разработал и обосновал метод декомпозиции для построения систем управления объектами механической природы.
Е. С. Пятницкий внёс большой вклад в создание ориентированных на применение ЭВМ методов анализа устойчивости и синтеза нелинейных систем управления, предложил вариационный принцип анализа устойчивости нелинейных систем управления, разработал критерий устойчивости нелинейных динамических систем в форме матричного уравнения.
Е. С. Пятницкий получил ряд результатов в теории разрывных систем управления.
Е. С. Пятницкий нашёл полное решение задачи управления «чёрным ящиком» механической природы, которое легло в основу его концепции биомеханики.
В последние годы жизни занимался исследованием открытой им связи между критерием устойчивости классического механического осциллятора с диссипацией и принципами квантовой механики.

## Публикации

### Книги
- Пятницкий Е. С., Трухан Н. М., Ханукаев Ю. И., Яковенко Г. Н. Сборник задач по аналитической механике : учебное пособие для вузов. — М.: Наука, 1980. — 320 с.
- Пятницкий Е.С., Соколов В.И. Экстремальный выбор нелинейности в динамических задачах управления. М.: ИПУ РАН, 1982. – 32 с.
  - 2-е изд., перераб. и доп. — М.: Физматлит, 1996. — 432 с. — ISBN 5-02-014593-9
  - 3-е изд., перераб. и доп. — М.: Физматлит, 2002. — 396 с. — ISBN 5-9221-0182-X
  - 4-е изд., перераб. и доп. — Москва : МФТИ, 2018. — 571 с. : ил.; 24 см; ISBN 978-5-7417-0685-5 : 1000 экз.
- Богатырёва Н.А., Пятницкий Е.С. Минимаксный принцип механики и его применение к задачам оптимального управления механическими системами. М.: ИПУ РАН, 1988. – 51 с.
- Алескеров Ф.Т., Дорофеюк А.А., Мучник И.Б., Пятницкий Е.С., Розоноэр Л.И., Чернявский А.Л., Шубин А.Н. Марк Аронович Айзерман (1913-1992). М.: Физматлит, 2003. – 318 с. ISBN 5-94052-067-7.

Избранные труды
- Пятницкий Е.С. Избранные труды. М.: Физматлит
  - Т. 1. Теория управления. М., 2004. – 384 с.
  - Т. 2. Теория управления. М., 2005. – 316 с.
  - Т. 3. Теоретическая биомеханика. Концепция управления движением в условиях неопределённости. М., 2006. – 400 с.

### Избранные статьи
- Айзерман М. А., Пятницкий Е. С. Основы теории разрывных систем I // Автоматика и телемеханика. — 1974. — № 7. — С. 33—47.
- Айзерман М. А., Пятницкий Е. С. Основы теории разрывных систем II // Автоматика и телемеханика. — 1974. — № 8. — С. 39—61.
- Пятницкий Е. С. Принцип декомпозиции в управлении механическими системами // Доклады АН СССР. — 1988. — Т. 300, № 2. — С. 300—303.
- Пятницкий Е. С., Богатырёва Н. А. Минимаксный принцип механики и его применение к задачам оптимального управления // Доклады АН СССР. — 1989. — Т. 304, № 3. — С. 533—537.